# 八幡竈門神社
八幡竈門神社（はちまんかまどじんじゃ）は、大分県別府市大字内竈に鎮座する神社である。

## 祭神
主祭神は、以下の3柱。
- 応神天皇
- 仲哀天皇
- 神功皇后

これに以下の33柱を加えて、36柱の神を祀る。
- 国常立尊（クニノトコタチノミコト）
- 天照大御神（アマテラスオオミカミ）
- 田心姫命（タゴコロヒメノミコト）
- 湍津姫命（タギツヒメノミコト）
- 市杵嶋姫命（イチギシマヒメノミコト）
- 素戔鳴尊（スサノオノミコト）
- 天忍穂耳命（アメノオシホミミノミコト）
- 天穂日命（アメノホイノミコト）
- 底筒男命（ソコツツオノミコト）
- 中筒男命（ナカツツオノミコト）
- 表筒男命（ウワツツオノミコト）
- 天兒屋根命（アメノコヤネノミコト）
- 活津彦根命（イキツヒコネノミコト）
- 天津彦根命（アマツヒコネノミコト）
- 櫲樟日命（クスヒノミコト）
- 天太玉命（アメノフトダマノミコト）
- 経津主命（フツヌシノミコト）
- 武甕槌命（タケミカヅチノミコト）
- 建御名方命（タケミナカタノミコト）
- 大山祇命（オオヤマヅミノミコト）
- 加茂別雷命（カモワケイカヅチノミコト）
- 大山咋命（オオヤマクイノミコト）
- 高龗神（タカオカミノミコト）
- 倉稲魂命（ウカノミタマノミコト）
- 大物主命（オオモノヌシノミコト）
- 天照大御神荒魂（アマテラスオオミカミノアラタマ）
- 丹生都比賣命（ニウツヒメノミコト）
- 金山彦命（カナヤマヒコノミコト）
- 日本武尊（ヤマトタケルノミコト）
- 宮簀媛命（ミヤスヒメノミコト）
- 豊姫命（トヨヒメノミコト）
- 麛坂皇子（カゴサカオウジ）
- 忍熊皇子（オシクマノオウジ）

## 歴史
社伝では、仁徳天皇の治世（312年 - 399年）、日本武尊と神功皇后が西征した際に豊後国速見郡竈門荘亀山に行宮を営み、国常立尊、天照大御神ら33柱を祀ったことを端緒とする。神亀4年（727年）3月15日に仲哀天皇、応神天皇の神霊が豊前国宇佐より竈門荘宝城峯に降臨したところ、御越山に遷座し、竈門宮に奉斎したとされ、この神亀4年（727年）を創建としている。さらに天長3年（826年）、宇佐より神功皇后の神霊を迎えて祭神を36柱とし、八幡竈門宮と称した。
また、享和3年（1803年）完成の『豊後国志』では、大友氏初代当主大友能直（1172年 - 1223年）の創建とする。

## 人食い鬼伝説
昔、竈門地区では、夜毎人食い鬼が現れて里を荒らしていた。困った村人が八幡竈門神社の八幡様に鬼退治を願うと、八幡様は鬼に一晩のうちに百段の石段を造ることができたら毎年いけにえをやるが、もしできなければ今後里に出て来ないと約束させた。鬼は夜通し石段を積み上げたが、九十九段まで作ったところで夜が明けた。鬼は驚いて逃げ出し、約束どおりに現れなくなった。そのため、石段は下の方は丁寧に造られているが、上の方は雑に造られているという。境内には、鬼が逃げるときに忘れていった石草履も遺されている。
漫画『鬼滅の刃』の主人公竈門炭治郎と同じ名前であり、夜が明けると鬼が逃げだすなどの共通点もあるため、聖地として注目を集めている。

## 白亀伝説
承和15年（848年）、豊後国大分郡の寒川で白い亀が捕獲され、仁明天皇に献上したところ、これを吉祥として元号を嘉祥に改めたと『続日本後紀』にある。寒川は、現在の別府市亀川を流れる冷川であるとも、現在の由布市・大分市を流れる大分川であるともされる。前者の説ではこれが亀川という地名の由来であるとしており、亀川中央町の亀の甲広場には白亀塚が現存している。
八幡竈門神社は神亀年間の創建で、大字内竈にあって、亀山という山の上に社殿が建っているなど、亀との所縁が深く、境内には恵方を向いてなでると願いが叶うという御神亀（なで亀）の像がある。
また、亀をモチーフにしたJリーグ大分トリニータのマスコット、ニータンの生誕の地とされ、2008年に誕生祭が行われたほか、例年、年初には監督、選手らが必勝祈願を行っている。